# Sydney Olympic FC
Sydney Olympic FC is een Australische voetbalclub uit Sydney in de staat New South Wales. De club speelde jaren in de National Soccer League. Na de opheffing van deze competitie in 2004 speelt Sydney Olympic in de New South Wales Premier League. De clubkleuren zijn blauw en wit. Het thuisstadion van Sydney Olympic is het Belmore Oval, dat een capaciteit van 15.000 plaatsen heeft.

## Historie
De club werd in 1958 als Pan-Hellenic Soccer Club opgericht door Griekse immigranten. Tot 1977 speelde de club in de New South Wales First Division. In 1977 veranderde Pan-Hellenic de clubnaam en ging als Sydney Olympic in de National Soccer League spelen. Na twee seizoenen degradeerde de club echter weer naar de NSW First Division. In 1981 keerde Sydney Olympic als winnaar van de NSW First Division terug in de NSL en bleef in deze competitie spelen tot de afschaffing ervan in 2004. In 1990 won Sydney Olympic de eerste NSL-titel door in de Grand Final Marconi Fairfield met 2-0 te verslaan. In 1995 veranderde de clubnaam opnieuw door een partnerschap met de University of Technology Sydney. UTS Olympic werd hierdoor de nieuw clubnaam. In 2001 ging de club in het Toyota Park spelen, het thuisstadion van de rugbyclub Cronulla Sharks. Door deze verhuizing veranderde de clubnaam opnieuw, ditmaal naar Olympic Sharks. In 2002 won de club de tweede NSL-titel door met 1-0 te winnen van Perth Glory in de Grand Final. Voor het seizoen 2003/2004 keerde de club terug naar Belmore Oval. Sindsdien is Sydney Olympic FC de clubnaam.

## Prijzen
- National Soccer League: 1990, 2002
- Australian Cup: 1983, 1985

## Bekende spelers
- Michael Beauchamp
- Tim Cahill
- Nick Carle
- Jason Čulina
- Brett Emerton
- Nedijeljko Zelić